# Cyrtopholis culebrae
Cyrtopholis culebrae is een spinnensoort uit de familie van de vogelspinnen (Theraphosidae). De wetenschappelijke naam van de soort werd voor het eerst geldig gepubliceerd in 1929 door Alexander Petrunkevitch.